# ČSD-Baureihe EMU 49.0
Der EMU 49.0 ist ein elektrischer Triebwagen der Elektrischen Tatrabahn (Tatranská elektrická vicinálna dráha; TEVD). Das Baumusterfahrzeug erhielt 1931 noch die Nummer TEVD 7. Bei den Tschechoslowakischen Staatsbahnen erhielt das Fahrzeug sowie die nach 1950 gelieferten Nachfolgefahrzeuge die Baureihenbezeichnung EMU 49.0. Das Baumusterfahrzeug ist als Museumsfahrzeug erhalten geblieben.

## Geschichte
Im Jahr 1931 wurde für die Elektrische Tatrabahn der erste Wagen eines einheimischen Erzeugers geliefert. Er war leistungsfähiger als die vorherige Baureihe EMU 48.0. 1954 und 1956 wurden vom selben Hersteller noch fünf weitere Fahrzeuge nachgeliefert. Deren Wagenkasten war geringfügig und die Stirnfronten wesentlich anders gestaltet als beim Prototyp. Bei einer Hauptuntersuchung wurde das Baumusterfahrzeug den Serienfahrzeugen leicht angepasst.
Die Triebwagen übernahmen jahrelang den Verkehr auf den anspruchsvollen Strecken der Elektrischen Tatrabahn, auch wickelten sie den Güterverkehr mit reinen Güterzügen ab. Gleichzeitig mit ihnen wurden im Grundriss übereinstimmende vierachsige Beiwagen geliefert. Eine Besonderheit waren auch einige offene Beiwagen mit Bedachung und rolloartigen Seitenwänden. Sie waren ebenso vierachsig und hatten nur eine Handbremse. Bei den Reisenden erfreuten sich diese Beiwagen großer Beliebtheit.
Mit der Lieferung der Reihe EMU 89.0 wurden die Fahrzeuge in die Reserve überführt, da ihre geringe Stückzahl den gestiegenen Verkehrsanforderungen nicht mehr genügte. Die Fahrzeuge wurden von nun an als Baufahrzeuge und im Winter für den Schneeräumdienst benutzt. Der EMU 49.005 wurde 1970 für den Fahrleitungsunterhalt umgebaut. Das Baumusterfahrzeug ist als Museumsfahrzeug im Depot Poprad erhalten geblieben.

## Technische Merkmale
Das Fahrzeug war vierachsig wie die ČSD-Baureihe EMU 48.0, und somit auf allen Strecken der Elektrischen Tatrabahn einsetzbar.
Der Wagenkasten war in etwa wie von der ČSD-Baureihe EMU 48.0. Ein Geschwindigkeitsmesser, eine Bedienung für die Notbremse und eine Toilette waren erst ab dem EMU 49.0002 Standard. Bei der Anpassung des Baumusterfahrzeuges sind bei dessen Kasten die Stirnpartie geringfügig geändert und auf dem Dach einige Einrichtungen neu angebracht worden. Außerdem sind die Stromabnehmer modernisiert worden.
Das Fahrzeug war leistungsfähiger als die ČSD-Baureihe EMU 48.0. Das Baumusterfahrzeug hatte eine indirekte Steuerung des Hauptschalters mit Hilfe eines Nockenwerkes. Die Wagen der Serienfahrzeuge hatten wiederum eine Widerstandssteuerung. Allen Fahrzeugen gleich war die Steuerung der Fahrmotoren. Stets waren zwei Traktionsmotoren im Drehgestell in Reihe angeordnet. Das gesamte Fahrzeug konnte bei Serienschaltung mit sechs Fahrstufen (davon eine Sparstufe), bei der Parallelschaltung der Motorengruppen mit fünf Fahrstufen gesteuert werden. Die Beleuchtung des Fahrzeuges wurde mit der Fahrdrahtspannung eingeschaltet.